# Râul Orvișele
Râul Orvișele este un curs de apă, afluent al râului Valea Fânețelor. 